# Cherrapunji
Cherrapunji - également écrit Cherrapunjee - est une ville de l'État de Meghalaya dans le Nord-Est de l'Inde. Cet endroit serait le plus pluvieux de la planète.

## Géographie
Cherrapunji est localisée aux coordonnées 25° 18′ N, 91° 42′ E.
Son altitude moyenne est de 1 484 mètres. 

### Climat
La pluviométrie moyenne annuelle est de 11 430 mm sur les 38 dernières années. 
Cela le place derrière Mawsynram, l'endroit le plus arrosé de la terre, avec une pluviométrie annuelle moyenne de 11 872 mm et derrière le Mont Waiʻaleʻale avec 11 680 mm.
Cherrapunji est dans le livre Guinness des records pour deux records :
- La pluviométrie la plus forte sur une année : 22 987 mm entre le 1er août 1860 et le 31 juillet 1861.
- La pluviométrie la plus forte en un seul mois : 9 299,96 mm en juillet 1861.

## Démographie
Lors du recensement de 2001, Cherrapunji avait une population estimée à 10 086 personnes, dont 49 % d'hommes et 51 % de femmes. 
Son taux d'alphabétisation de 74 %, égal chez les deux sexes, était supérieur à la moyenne nationale qui était de 59,5 %.
19 % de la population avait moins de 6 ans.